# Aeroportul Zabré
Aeroportul Zabré (IATA: XZA, ICAO: DFEZ) este un aeroport din Burkina Faso ce deservește zona Zabré⁠(d). A fost numit după zona deservită.
Situat la o altitudine de 270 m, aeroportul dispune de o singură pistă.